# Synagoga w Żarach
Synagoga w Żarach – synagoga znajdująca się w Żarach, przy dzisiejszej ulicy Podchorążych 15.
Synagoga została zbudowana w pierwszej połowie XIX wieku. Podczas II wojny światowej zdewastowana przez Niemców. Po zakończeniu wojny wykorzystywana jako klub i świetlica, następnie wykupiona przez Zjednoczony Kościół Ewangeliczny, obecnie znajduje się w niej zbór Kościoła Zielonoświątkowego. Wewnątrz zachowane oryginalne drewniane balkony umieszczone na kolumnach wspierających.